# Józef Gołkowski
Józef Gołkowski – polski prawnik, sędzia, prezes Sądu Okręgowego w Samborze.

## Życiorys
Służbę sędziowską rozpoczął 20 września 1875 we Lwowie. W okresie zaboru austriackiego w ramach autonomii galicyjskiej pełnił funkcję c. k. radcy dworu i prezydenta sądu obwodowego w Samborze, a w styczniu 1911 został mianowany przewodniczącym posiedzeń sądów przysięgłych przy c. k. sądzie obwodowym w Samborze. W 1917 został odznaczony Krzyżem Rycerskim Orderu Leopolda.
Po odzyskaniu przez Polskę niepodległości wstąpił do służby sądowniczej II Rzeczypospolitej. Został prezesem sądu okręgowego w Samborze.
2 maja 1923 został odznaczony Krzyżem Komandorskim Orderu Odrodzenia Polski „za gorliwą i długoletnią pracę zawodową".
W 1925 zorganizowano w Samborze obchody jubileuszu 50-lecia pracy Józefa Gołkowskiego, w którym wzięli udział  sędziowie i urzędnicy całego okręgu, adwokaci, notariusze i przedstawiciele władz miejscowych, m.in. ks. prałat Szafrański, sędzia apelacyjny Michał Bejnarowicz, prezes Sądu okręgowego karnego ze Lwowa Hawel.
23 stycznia 1929 został przeniesiony w stan spoczynku.